# 練習冊

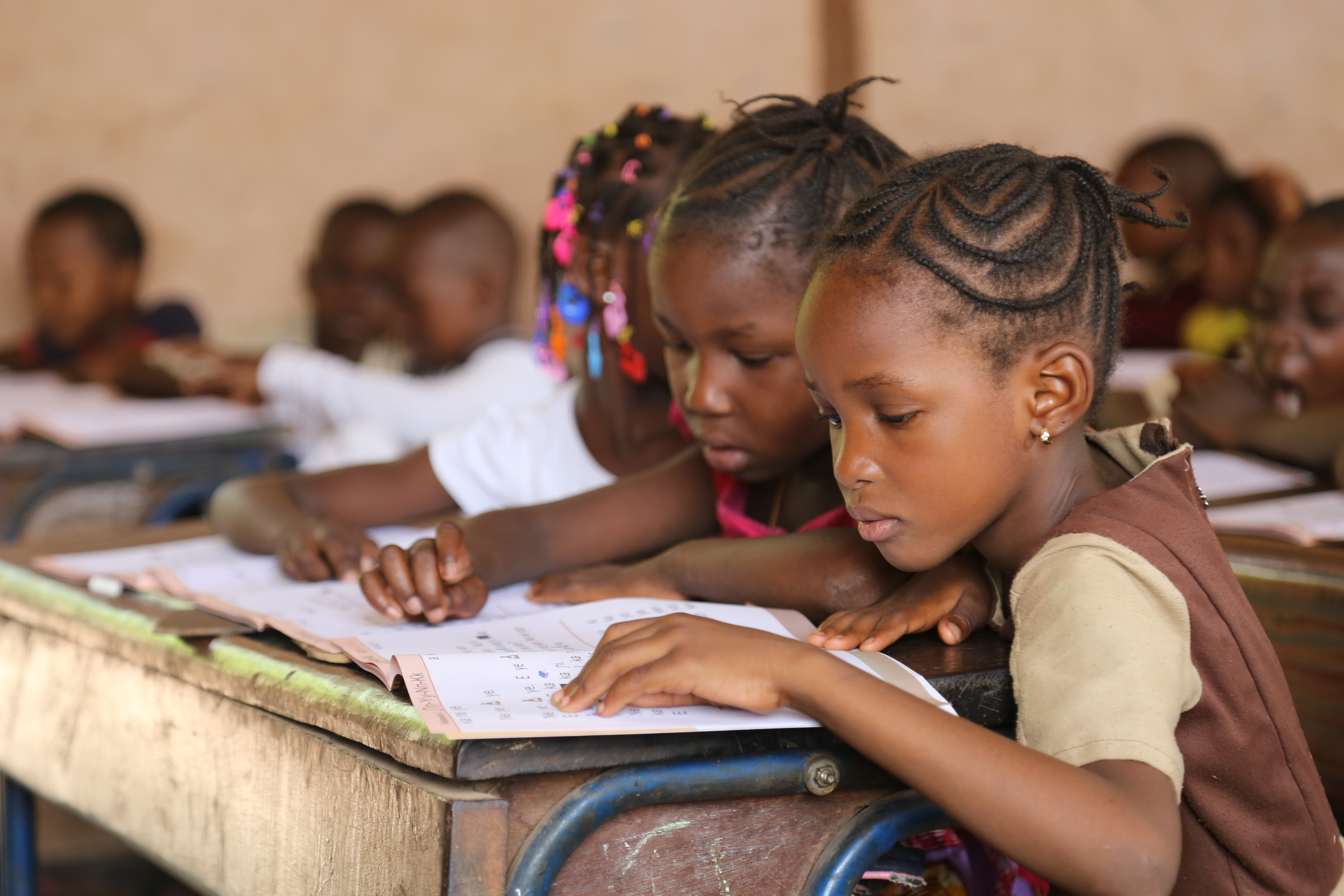
马里两个女孩在阅读课上翻看作业本。

練習冊或作業本是學校发给学生用於做題目的平装小冊子。練習冊內有练习题，學生可以將答案直接写在練習冊上。練習冊通常比教科书更小、更轻。